# Nordic Light

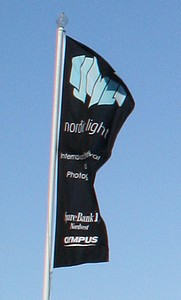
Vlajka festivalu

Nordic Light International Festival of Photography (nebo jen Nordic Light) je mezinárodní festival fotografie konaný každoročně v létě v norském městě Kristiansund.

## Historie
Festival byl založen v roce 2006 a postupně se stal jedním z nejdůležitějších fotografických festivalů v Evropě. Festival láká řadu významných fotografů z celého světa, jako jsou například Martin Parr, James Nachtwey nebo Bruce Gilden. V roce 2011 byl jednou z největších akcí svého druhu v zemi, konalo se více než 50 výstav s hosty jako jsou Gered Mankowitz nebo Lucien Clergue.
Velký podíl na image festivalu má jeho umělecký ředitel fotograf Morten Krogvold.